# SC Schwarz-Weiß Bregenz (1919)
Schwarz-Weiß Bregenz was een Oostenrijkse voetbalclub uit Bregenz, de hoofdstad van Vorarlberg. 
De club dient ook niet verward te worden met het huidige SC Schwarz-Weiß Bregenz, dat in het jaar 2005 werd opgericht als SC Bregenz en een vereniging werd voor de jeugd van het toen net failliet verklaarde Schwarz-Weiß. Na het faillissement van de zwart-witten nam SC Bregenz de naam van Schwarz-Weiß over.

## Geschiedenis
De club werd in 1919 opgericht als FC Bregenz met zwart-witte clubkleuren. Bregenz speelde vooral vriendschappelijke wedstrijden tegen Duitse en Zwitserse clubs uit de omgeving van de Bodensee. In 1927 trad de club dan toe tot de competitie van Vorarlberg en werd in het tweede seizoen al kampioen vóór FA Turnerbund Lustenau en FC Lustenau 07. In 1930 degradeerde de club echter en keerde pas in 1933 terug naar de hoogste klasse. Na de Anschluss van Oostenrijk werd de competitie een onderdeel van de Gauliga en was nu niet meer het hoogste niveau van de regio.
Door de Tweede Wereldoorlog werd de competitie in die regio vanaf 1941/42 stilgelegd. Na de oorlog werd FC Bregenz heropgericht maar op vraag van de Franse bezetters werd de naam veranderd in Schwarz-Weiß Bregenz. Tot 1950 speelde de club in de hoogste klasse van Vorarlberg. Dan werd de Arlbergliga opgericht een verbond tussen Vorarlberg en Tirol. Na enkele titels promoveerde de club in 1954 voor het eerst naar de hoogste klasse van heel Oostenrijk, de toenmalige Staatsliga. Het verging de club echter niet goed en sloot het seizoen als hekkensluiter af met een achterstand van acht punten op de voorlaatste in de rangschikking, Linzer ASK.
De terugkeer liet even op zich wachten maar in 1966 was het dan eindelijk zover. De tweede poging was al heel wat verdienstelijker en Schwarz-Weiß eindigde knap zesde. Na drie seizoenen moest de club toch weer een stap terugzetten. Dit keer moest de club geen jaren wachten. De volgende jaren werd Bregenz een liftploeg en promoveerde twee keer naar de hoogste klasse en degradeerde ook twee keer. Voor het seizoen 1973/74 fusioneerde de club met FC Rätia Bludenz en speelde één jaar onder de naam FC Vorarlberg in de hoogste klasse. Het verbond bleef niet duren en in 1976/77 speelde de club weer in de tweede klasse. In 1979 kwam er een nieuwe fusie, nu met FC Dornbirn 1913, de fusie heette IG Bregenz/Dornbirn. In 1981 degradeerde de club zelfs naar de derde klasse maar kon wel meteen terugkeren. In 1987 moest de club echter opnieuw een stap terugzetten, hierna werd ook de fusie met Dornbirn ongedaan gemaakt.
Het duurde tot 1996/97 vooraleer Schwarz-Weiß terug naar de tweede klasse kon promoveren. Twee jaar later kroonde de club zich kampioen en speelde opnieuw in de hoogste klasse. Na twee seizoenen vechten tegen degradatie werd de club zevende in 2002, wat een Intertoto ticket opleverde. In 2003 eindigde de club met slechts één punt voorsprong op degradant SV Ried, maar in 2004 herpakte de club zich door vijfde te worden. Seizoen 2004/05 was dramatisch voor de club die laatste werd. Bovendien kreeg de club geen proflicentie meer wegens financiële problemen en degradeerde zo naar de vijfde klasse. Hierna vroeg de club het faillissement aan en werd opgeheven.
Als opvangbekken voor de jeugdspelers werd Sportclub Bregenz opgericht. De club mocht de plaats van Schwarz-Weiß in de vijfde klasse overnemen, maar is wel een nieuwe club die niets te maken heeft met de oude.

## Vorarlberg / Schwarz-Weiß in Europa

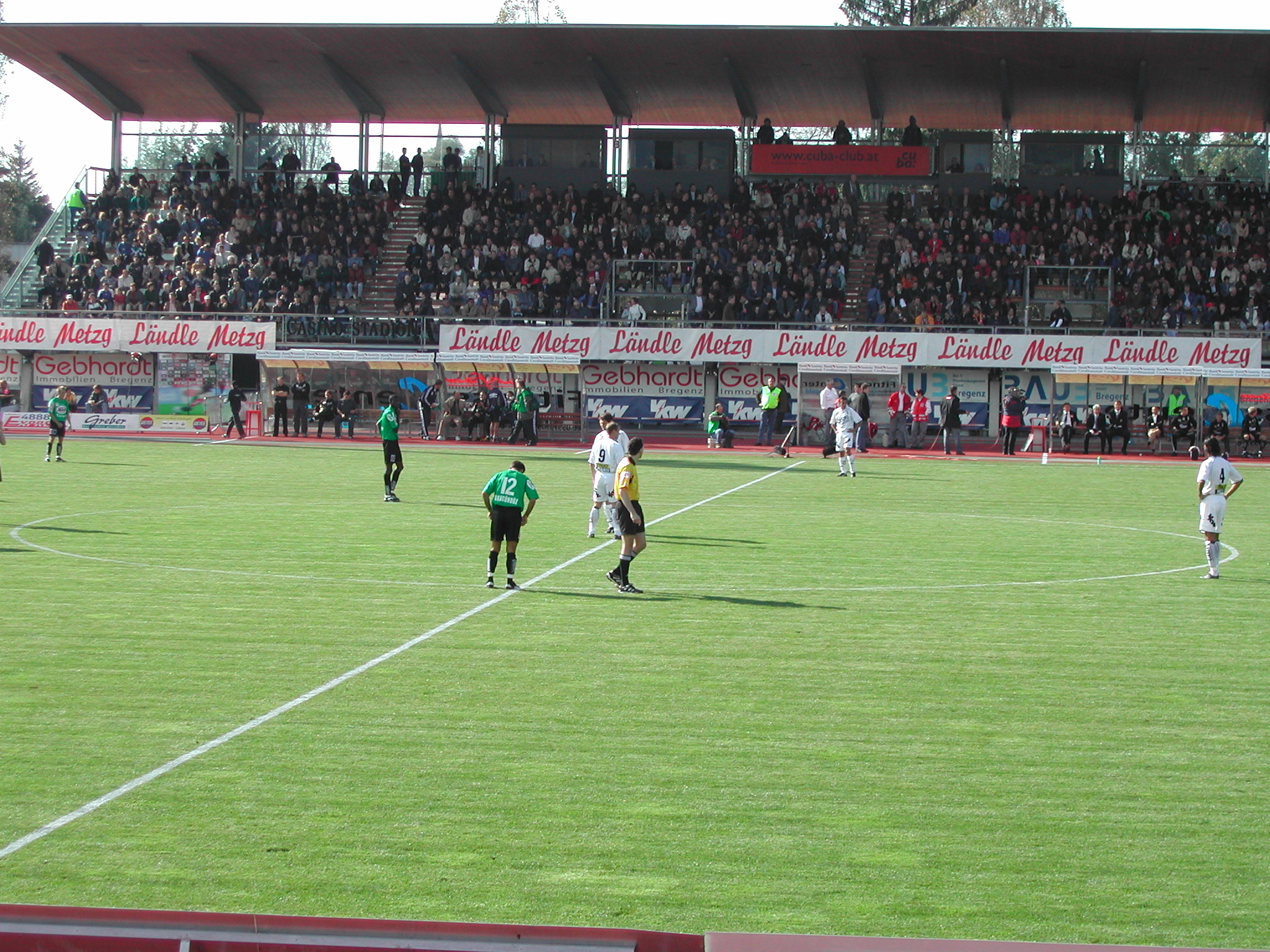

- R = ronde / Groep = groepsfase

| Jaar | Competitie    | Ronde | Land                  | Club                  | Score    |
| ---- | ------------- | ----- | --------------------- | --------------------- | -------- |
| 1974 | Mitropacup    | Groep | Vlag van Hongarije    | Tatabánya Bányász     | 2-5, 0-1 |
|      |               | Groep | Vlag van Italië       | Lanerossi Vicenza     | 0-0, 1-3 |
| 2002 | Intertoto Cup | 1R    | Vlag van Cyprus       | Enosis Neon Paralimni | 2-0, 3-1 |
|      |               | 2R    | Vlag van Italië       | Torino Calcio         | 0-1, 1-1 |
| 2004 | Intertoto Cup | 1R    | Vlag van Azerbeidzjan | FK Inter Bakoe        | 0-3, 1-2 |

## Bekende (oud-)spelers
- Andrija Anković
- Bjørn Otto Bragstad
- Denis Dasoul

- Peter Hlinka
- Thomas Höller
- Axel Lawarée

- Gunther Schepens
- Regi Van Acker
- Gunter Verjans

### Internationals
De navolgende voetballers kwamen als speler van SC Schwarz-Weiß Bregenz uit voor een vertegenwoordigend Europees A-elftal. Tot op heden is Peter Hlinka degene met de meeste interlands achter zijn naam. Hij kwam als speler van SC Schwarz-Weiß Bregenz in totaal twaalf keer uit voor het Slowaakse nationale elftal.
| Naam            | Van        | Tot        | Totaal | Nationaal elftal      |
| --------------- | ---------- | ---------- | ------ | --------------------- |
| Peter Hlinka    | 17.04.2002 | 07.06.2003 | 12     | Slowakije             |
| Asmir Ikanović  | 21.08.2002 | 07.09.2002 | 2      | Bosnië en Herzegovina |
| Helmut Metzler  | 24.09.1967 | 27.04.1969 | 6      | Oostenrijk            |
| Patrick Pircher | 08.02.2005 | 09.02.2005 | 2      | Oostenrijk            |
| Almir Tolja     | 21.08.2002 | 08.06.2005 | 7      | Bosnië en Herzegovina |